# Рассоховатец
Рассохова́тец (укр. Розсохуватець) — село в Подвысоцкой сельской общине Голованевского района Кировоградской области Украины.
Население по переписи 2001 года составляло 477 человек. Почтовый индекс — 26130. Телефонный код — 5255. Код КОАТУУ — 3523685001.

## История
В XIX веке село Рассоховатец было в составе Подвысокской волости Уманского уезда Киевской губернии. В селе была Михайловская церковь.
До 2020 года село входило в Новоархангельский район